# هاینریش هوفمان

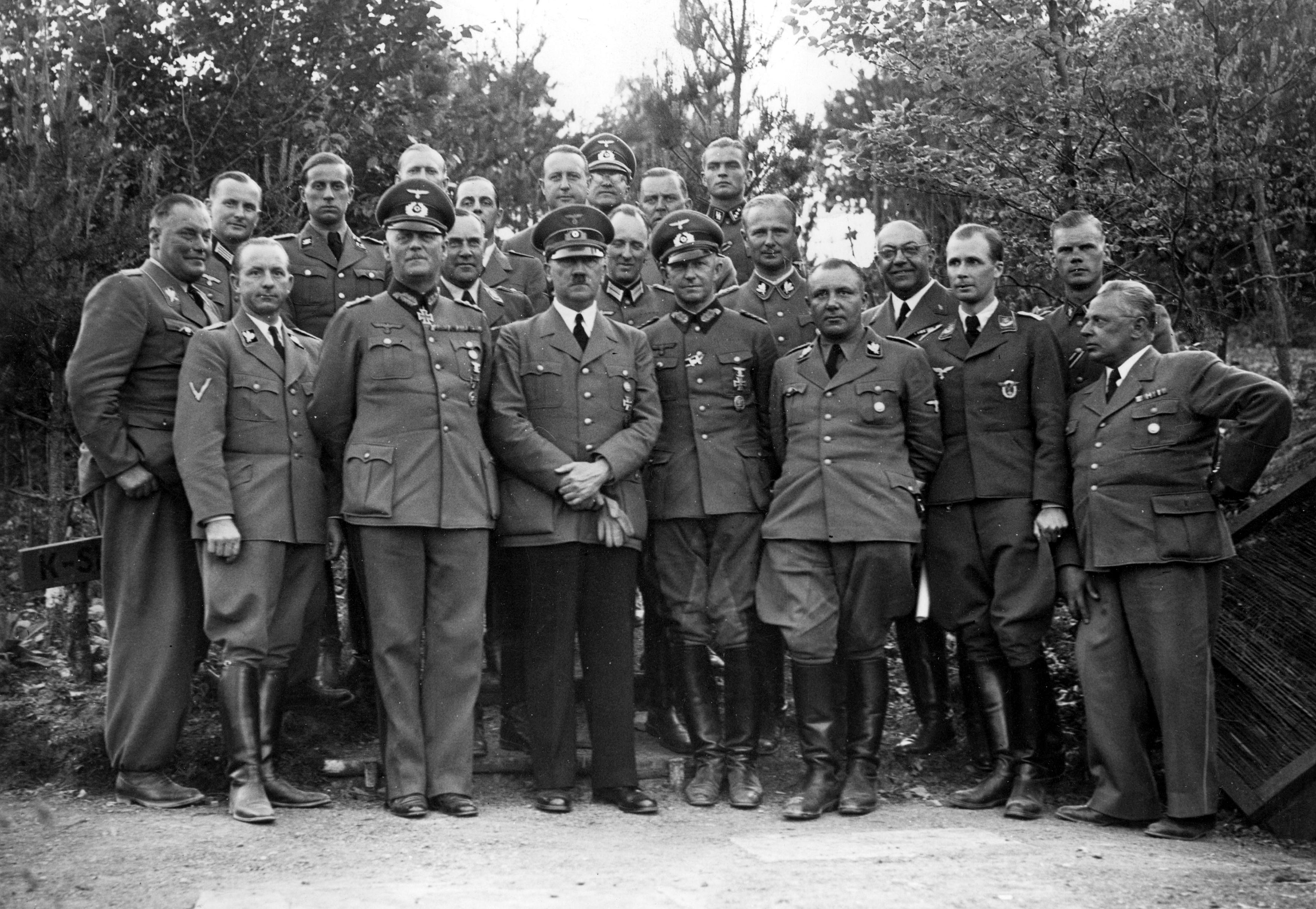

هاینریش هوفمان (آلمانی: Heinrich Hoffmann؛ زاده ۱۲ سپتامبر ۱۸۸۵ – درگذشته ۱۶ دسامبر ۱۹۵۷) عکاس اهل آلمان بود. وی عکاس رسمی آدولف هیتلر بود.